# Калдерино (Болоња)
Калдерино (итал. Calderino) је насеље у Италији у округу Болоња, региону Емилија-Ромања.
Према процени из 2011. у насељу је живело 4214 становника. Насеље се налази на надморској висини од 113 м.